# Каведине
Каведине (итал. Cavedine) је насеље у Италији у округу Тренто, региону Трентино-Јужни Тирол. 
Према процени из 2011. у насељу је живело 948 становника. Насеље се налази на надморској висини од 515 м.

## Становништво
| 1931. | 1936. | 1951. | 1961. | 1971. | 1981. | 1991. | 2001. | 2011. |
| ----- | ----- | ----- | ----- | ----- | ----- | ----- | ----- | ----- |
| 2.627 | 2.549 | 2.551 | 2.472 | 2.328 | 2.385 | 2.467 | 2.730 | 2.916 |